# Lés
Lés (oficialmente en occitano: Les) es un municipio español de la provincia de Lérida, situado en el Valle de Arán, en la comunidad autónoma de Cataluña. Limita con Bosost, Bausén, Caneján, Vilamós y la frontera francesa (comunas de Artigue y Sode). Se extiende en ambas orillas del río Garona en la carretera general (N-230) que comunica Viella con Francia. Les es el último pueblo español en esta vía antes de entrar en territorio francés.

## Historia

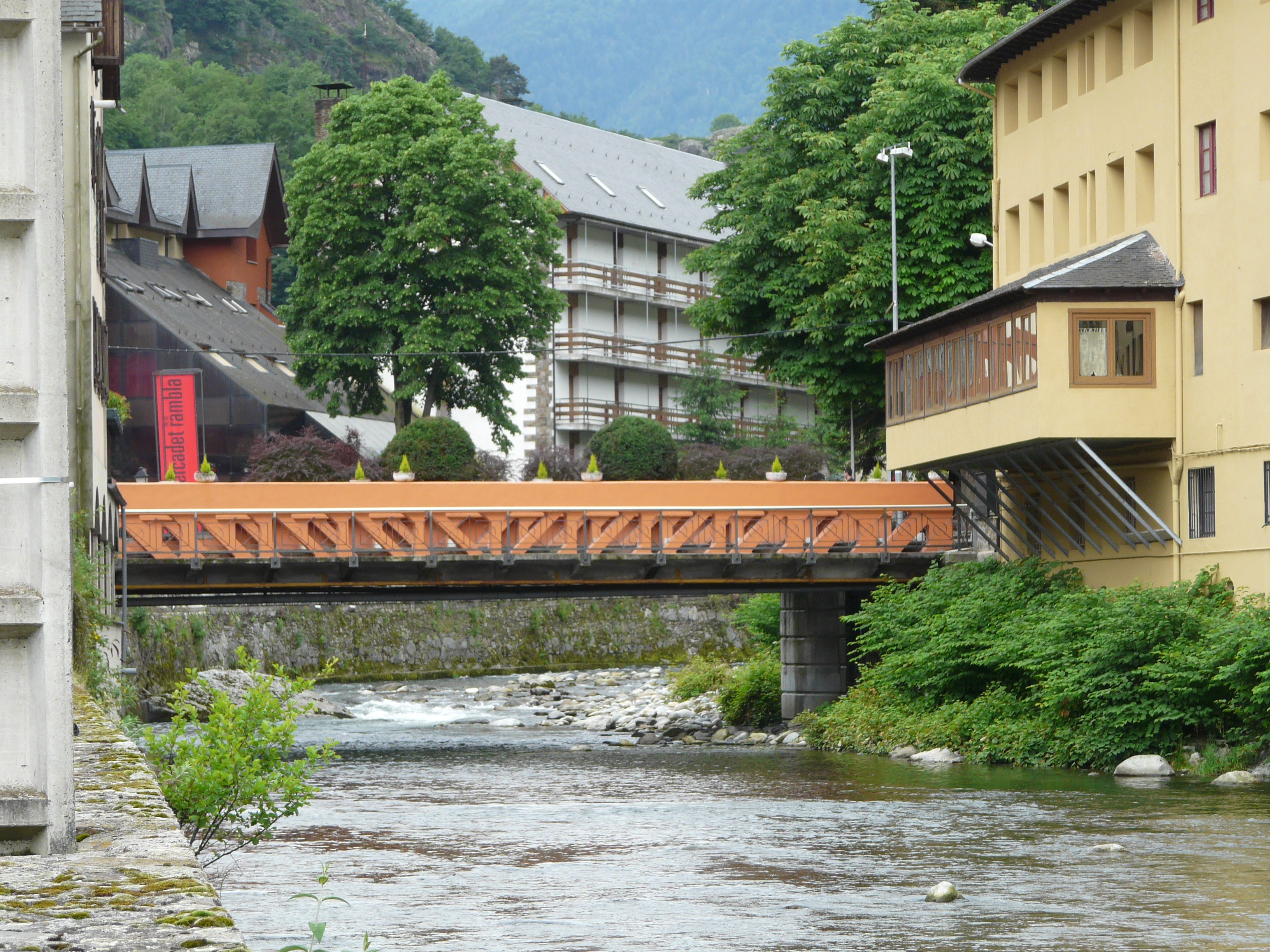
Puente sobre el río Garona a su paso por Lés

Los baños termales cercanos a Les eran ya conocidos desde la Antigüedad clásica. Se han encontrado altares votivos y otros objetos que atestiguan que en tiempos de la Antigua Roma ya servían como termas. En la Edad Media, Les y sus alrededores pertenecieron al baronesado del mismo nombre, cuya sede era el Castillo de Les, donde el rey Jaime I de Aragón descansó durante su visita al Valle de Arán en el verano de 1265. El castillo se encuentra hoy en ruinas pero se conserva la torre del homenaje. No muy lejos de la antigua residencia del barón de Les se encuentra la capilla románica de Blas de Sebaste, donde reposan los restos del último barón. En el siglo XVIII fue edificada la iglesia parroquial consagrada a San Juan Bautista, la torre del campanario, no obstante, es de traza románica y estilo inequívocamente aranés.

## Geografía humana

### Demografía
Cuenta con una población de 1013 habitantes (INE 2024).
| Gráfica de evolución demográfica de Les entre 1842 y 2021 |
| |
| Población de derecho según los censos de población del INE Población de hecho según los censos de población del INEEntre el censo de 1970 y el anterior, crece el término del municipio porque incorpora a 25507 (Aransá) |

| 1900 | 1930 | 1950 | 1970 | 1981 | 1986 | 2000 | 2007 | 2010 | 2017 |
| ---- | ---- | ---- | ---- | ---- | ---- | ---- | ---- | ---- | ---- |
| 681  | 734  | 738  | 734  | 559  | 622  | 697  | 944  | 983  | 955  |

## Economía
Los antiguos baños terminaron convirtiéndose con el paso de los siglos en un centro termal (Banys de Les) célebre por sus aguas sulfuroso-sódicas que emanan de la tierra a 37 °C. Ya en la segunda mitad del siglo XX las fuentes termales fueron cegadas por la construcción de una pequeña central hidroeléctrica aún en funcionamiento. Aunque, debido a la construcción de la planta eléctrica, el Balneario de Les cerró sus puertas, a principios de 2003 se volvió a abrir de nuevo en una ubicación diferente de la anterior. De todas formas, la economía del pueblo siempre ha seguido atada al turismo de montaña y la naturaleza por la situación próxima a la estación de esquí Baqueira Beret, además del turismo procedente de Francia gracias a su proximidad con el país vecino. Hoy Les es un destino habitual para veraneantes de otras partes de España que acuden al reclamo de los encantos naturales del lugar.

## Cultura

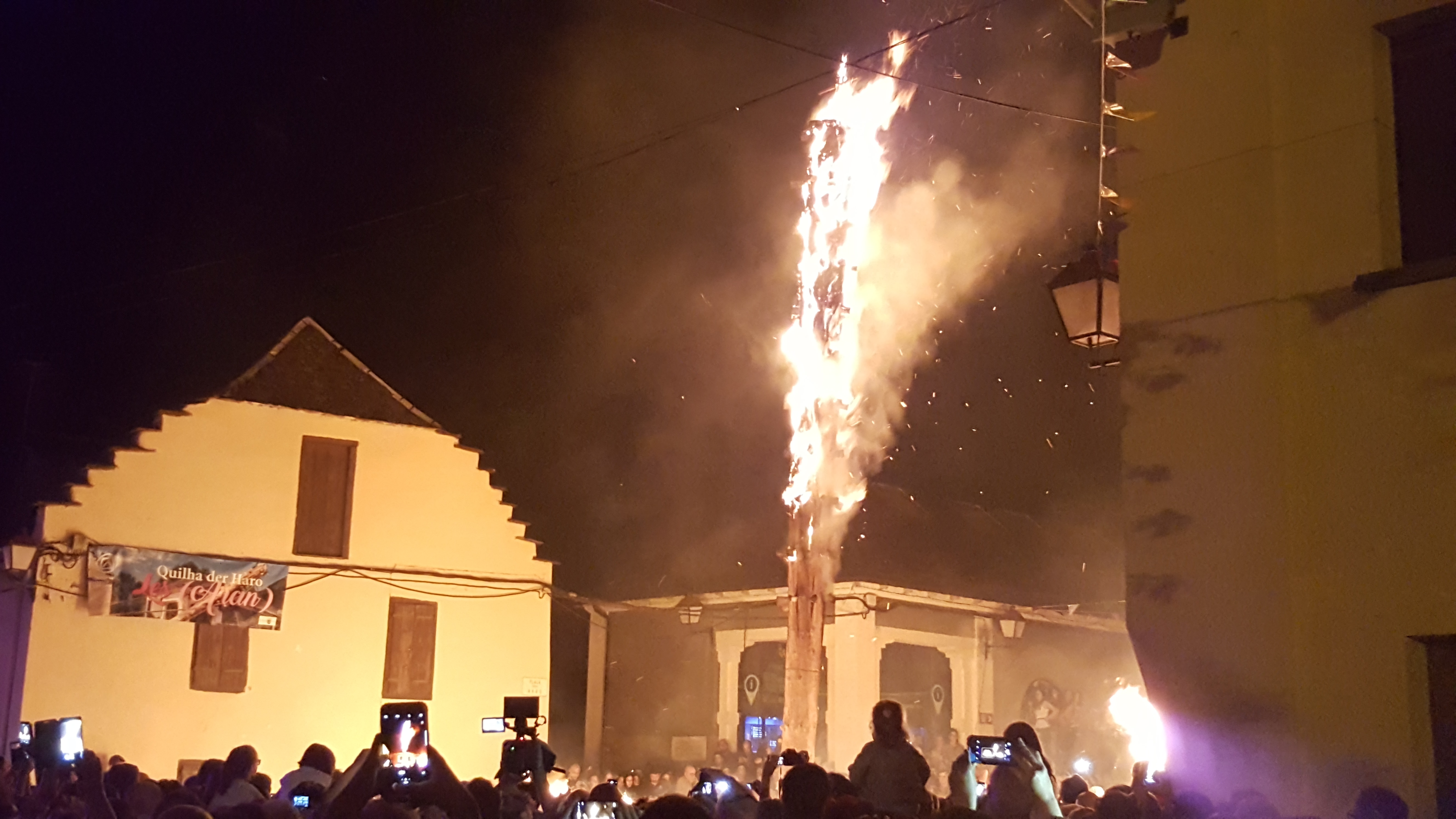
Crema deth Haro

Aparte de compartir las del Valle de Arán, Les cuenta con una tradición propia que se ha hecho famosa en todo el Pirineo. Se trata de la llamada Crema deth Haro. Consiste en quemar durante la noche de San Juan, un tronco de abeto al que se le han cortado todas sus ramas. Una vez pelado se le practican unas hendiduras que rellenan con cuñas de madera. Este se planta en la plaza principal de Les el Día de San Pedro y, tras unas danzas festivas, se procede a quemar el tronco.